# Il prezzo della gloria (film 2014)
Il prezzo della gloria (La Rançon de la gloire) è un film del 2014 diretto da Xavier Beauvois.